# 費爾芒特鎮區 (印地安納州格蘭特縣)
費爾芒特鎮區（英語：Fairmount Township）是位於美國印地安納州格蘭特縣的一個行政鎮區。

## 地方資料
根據2010年美國人口普查的數據，費爾芒特鎮區的面積為78.90平方千米，當中陸地面積為78.80平方千米，而水域面積為0.10平方千米。當地共有人口4239人，而人口密度為每平方千米53.73人。